# Su Yung
Vannarah Riggs, meglio conosciuta con il ring name Su Yung (Seattle, 30 giugno 1989), è una wrestler statunitense, attualmente sotto contratto con la Total Nonstop Action Wrestling.

## Carriera
Debutta nel mondo del Wrestling nella Showtime Allstar Wrestling, sfidando senza successo Tracy Taylor per il SAW Women's Championship. Poco dopo, viene messa sotto contratto dalla WWE, con la quale sigla un contratto di sviluppo.

### Florida Championship Wrestling (2010-2011)
Su Yung firma un contratto di sviluppo con la WWE e viene mandata in Florida Championship Wrestling per allenarsi dove assume il nome di "Sonia". Lotta il primo match il 2 dicembre 2010, perdendo un match contro AJ Lee. Nei tapings del 17 dicembre, caratterizzati dalla presenza anche di personaggi del main roster della WWE, vince un mixed tag team match insieme a Jerry Lawler contro Trent Baretta e Rosa Mendes. Il 16 luglio, all'FCW Summer SlamaRama, riesce a vincere una battle royal che comprendeva tutte le atlete della FCW. Il 9 agosto 2011, Sonia viene licenziata dalla WWE.

### Circuito indipendente (2011-2018)
Dopo aver lasciato la WWE, ritorna nel circuito indipendente, prendendo parte ad un evento della Anarchy Championship Wrestling; partecipa ad un fatal 4-way elimination match valido per l'ACW American Joshi Championship, ma la campionessa Athena mantiene il titolo. Il 7 gennaio, debutta per la Tulilap Championship Wrestling, battendo MJ Aurora, ma la settimana seguente, viene sconfitta da Malia Hosaka. Ritornata nella Anarchy Wrestling, no riesce a conquistare lo Joshi Championship detenuto da Angel Blue. Negli anni successivi lotta in svariate federazioni indipendenti come la Shimmer Women Athletes e la Shine Wrestling.

### Impact Wrestling/TNA (2018-presente)

#### Varie faide e Knockout's Champion (2018-2020)
Su Yung fa il suo debutto a Impact Wrestling nella puntata di Impact del 22 marzo 2018, aggredendo Allie mentre Braxton Sutter le stava facendo una proposta di matrimonio, stabilendosi quindi come heel e formando quindi un'alleanza con Sutter, che inizia ad accompagnarla ad ogni suo incontro. Lottò il suo primo match in TNA la settimana successiva, perdendo contro Amber Nova.

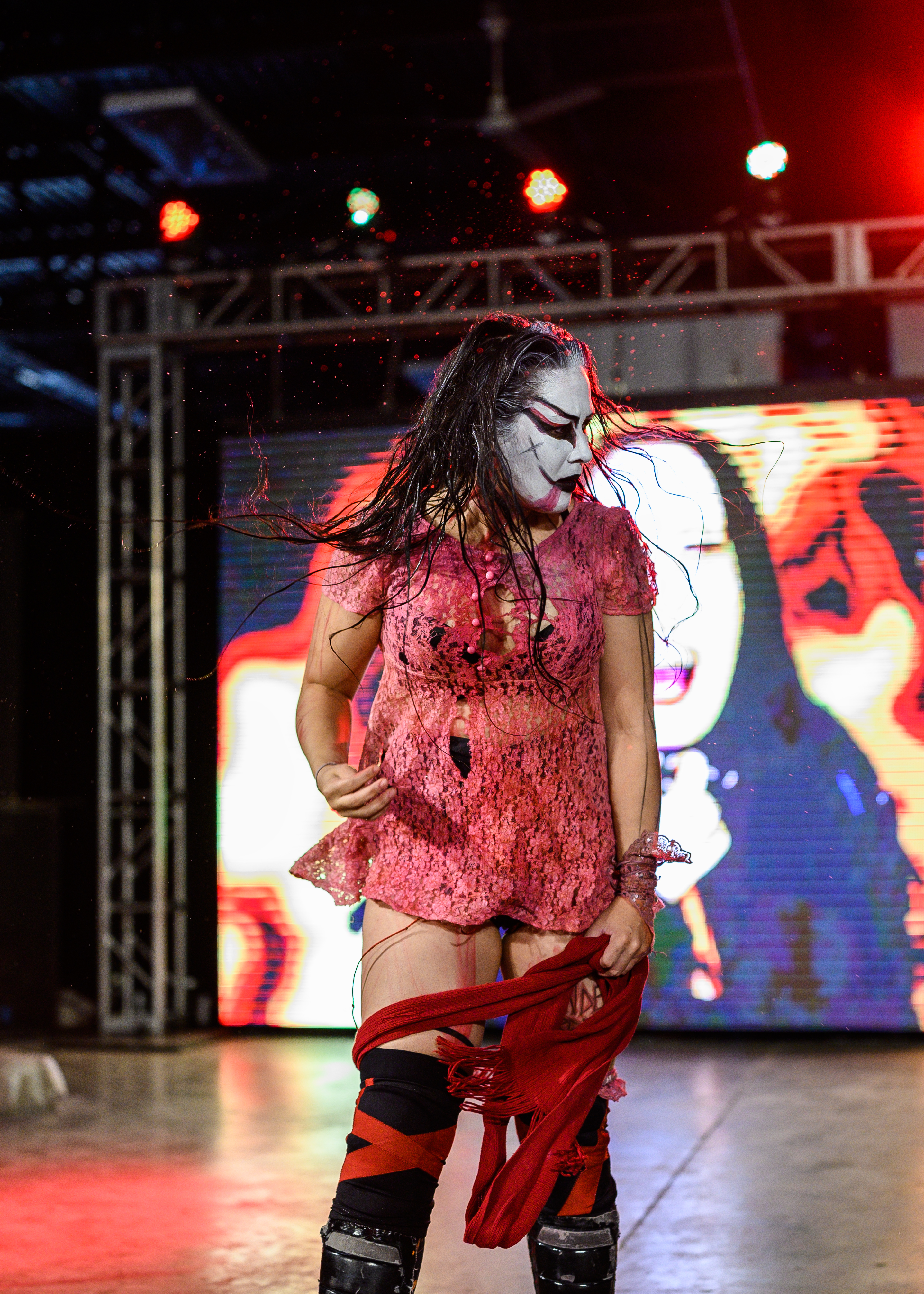
Su Yung fa il suo ingresso nel 2019

Il 22 aprile, a Redemption, ha tentato senza successo di vincere l'Impact Knockouts Championship, ma la campionessa Allie è riuscita a manterene il titolo. La faida con quest'ultima prosegue ad Impact del 26 aprile, quando Yung attacca nuovamente Allie, fino a quando non arriva Rosemary a salvarla, iniziando dunque una rivalità con lei che le porta a sfidarsi il 3 maggio maggio ad Impact, ma il match termina in un no contest.
Nella puntata di Impact - Under Pressure del 31 maggio, Su Yung ha sconfitto Allie, conquistando l'Impact Knockout's Championship per la prima volta in un last rites match. Il 15 giugno, al One Night Only: Zero Fear, Yung effettua la sua prima difesa titolata sconfiggendo Katarina Leigh.
Il 7 luglio, durante un evento in collaborazione con la RISE Wrestling, ha difeso con successo il titolo contro Saraya Knight e il 22 luglio, a Slammiversary XVI, ha difeso con successo il titolo contro Madison Rayne. Nella puntata di Impact del 16 agosto, è stata sconfitta da Allie per squalifica in un match non titolato, quando interviene Tessa Blanchard che attacca Allie alle spalle. Perse il titolo dopo 91 giorni di regno ad Impact - ReDEFINED del 30 agosto, in favore di Tessa Blanchard durante un triple threat match che coinvolgeva anche Allie. Provò a riconquistare il titolo il 6 settembre ad Impact del 6 settembre, ma Blanchard è riuscita a mantenene il titolo. In seguito Su Yung viene relegata a faide minori e a combattere match nel Low-midcarding.
Nella puntata di Impact del 7 giugno, durante il match fra Rosemary e l'Impact Knockouts Champion Taya Valkyrie, fa il suo debutto Jessicka Havok, accompagnata da Father James Mitchell, che mette fuori gioco entrambe, mentre Mitchell libera Su Yung, ritornando quindi ad essere una sua seguace, con la Havok che si unisce alla stable. Nella puntata di Impact del 21 giugno, ha sfidato Taya Valkyrie per l'Impact Knockouts Championship, ma è stata sconfitta per squalifica quando Jessicka Havok interviene attaccando Valkyrie durante il match. Nella puntata di Impact del 28 giugno, Su Yung e Havok affrontano Rosemary e Taya Valkyrie in un tag team match, terminato in double count out. Nella puntata di Impact - Bash At The Brewery del 5 luglio, Su Yung interviene durante il match fra Havok e Jordynne Grace, attaccando quest'ultima facendo scattare la squalifica, che viene salvata da Rosemary, annunciando quindi un tag team match immediato, dove Yung e Havok sono state sconfitte. Il 6 luglio, a Impact Wrestling/ROW Deep Impact, Su Yung prende parte ad un fatal 4-way match insieme ad AQA, Hyan e Tessa Blanchard, vinto dalla Blanchard. Il 7 luglio, a Slammiversary XVII, prende parte ad un fatal 4-way monster ball match insieme ad Havok, Rosemary e la campionessa Taya Valkyrie, che difende la cintura, iniziando a far nascere i primi dissidi fra Yung e Havok. Nella puntata di Impact del 6 settembre, Su Yung è stata sconfitta da Havok per squalifica, effettuando un turn face. Le due si riaffrontano ad Impact il 20 settembre, dove è stata Havok a trionfare in un no disqualification match; a fine match, le due iniziano una rissa che si protrae nel backstage, dove Yung viene affogata dalla rivale, perdendo i sensi.

#### Susie e Susan (2019–2021)
Ritorna nella puntata di Impact del 29 ottobre, risvegliandosi dal coma nelle vesti di "Susie", non avendo alcuna memoria di cosa le sia successo. Nella puntata di Impact del 5 novembre, Susie è nel backstage con una Rosemary innervosita dal fatto che non ricordi più chi sia, andandosene con la promessa di aiutarla in futuro, rincorrendo poi in Jessica Havok, anch'essa scossa da questo suo cambiamento, dicendo di non ricordarsela. Il 19 novembre, Susie conosce Father James Mitchell, facendosi convincere di farsi aiutare da lui, seguendo le sue direttive. Dopo diverse settimane in cui Susie aiutata da Father Mitchell e Havok cerca di recuperare la memoria, nella puntata di Impact del 3 marzo, dopo essere ritornata ufficialmente nella forma di Su Yung, sconfigge Havok in un no disqualification match; dopo la contesa, Yung cerca di rinchiuderla nella bara, ma Havok si ribella attaccando le sue damigelle, sfuggendo alle loro grinfie. Nella puntata di Impact del 10 marzo, attacca Havok nel backstage, per poi rinchiuderla nella bara.
Il 30 giugno ad Impact, viene annunciato che Yung prenderà parte ad un gauntlet match per determinare la 
sfidante all'Impact Knockouts Championship a Slammiversary. All'evento entra nel match con il numero 5, ma viene eliminata per terza da Rosemary e Taya Valkyrie.
Il 5 gennaio 2021 debutta con il personaggio di "Susan", un'imprenditrice, e si stabilisce come heel.

#### Ritorno al personaggio di Su Yung (2021-presente)
Nell'episodio del 29 luglio di Impact!, ritorna ad interpretare il personaggio di Su Yung con Lee come alleata. Nelle settimane successive hanno visto sia Yung che Lee confrontarsi con Brandi Lauren e cercano di convincerla ad unirsi a loro.

## Titoli e riconoscimenti
- Impact Wrestling
  - Impact Knockouts Championship (2)[5]
- Sports Illustrated
  - 13ª tra le 100 migliori wrestler femminili nella PWI Female 50 (2018)[6]